# 유엔 전문 기구
유엔 전문 기구(國際聯合專門機構, 영어: specialized agencies of the United Nations)는 경제, 사회, 문화, 교육, 보건 등 각 분야의 전문 국제 기구이며, 《유엔 헌장》 제63조의 규정에 따라 《유엔 경제 사회 이사회》와 협정을 체결하여 유엔과 협력 관계에 있는 국제 기구이다.

## 개요
유엔에는 특정 이슈에 대한 일을 하는 많은 조직과 기관이 있다. 유엔 헌장 제57조에는 "정부 간 협정에 의해 설립되는 각종 전문기관, 경제, 사회, 문화, 교육과 보건 분야 및 관계 분야에서 그 기본적인 문서에서 정하는 바에 의해 더 넓은 국제적인 책임이 있다"고 언급하고 있으며, 제63조의 규정에 따라 "유엔과 협력 관계를 가지는 것"을 전문 기관으로 정의했다. 따라서 의무를 성실히 이행하기 위해 주요 유엔 기관은 다양한 전문 기관을 설립할 수 있다고 자극한다. 현재 유엔은 15개의 전문 기관을 가지고 있으며, 유엔을 대표하여 다양한 기능을 수행한다. 15개의 전문 기관은 다음과 같다.

## 전문 기구
- 식량 농업 기구 (FAO)
- 국제 민간 항공 기구(ICAO)  - 1947년 설립.
- 국제 농업 개발 기금(IFAD) - 1977년 설립, 같은 해 전문 기관이 되었다.
- 국제 노동 기구(ILO) - 1919년 설립, 1946년 전문 기관이 되었다.
- 국제 통화 기금(IMF) - 1946년 설립, 1947년 전문 기관이 되었다.
- 국제 해사 기구(IMO) - 1958년 설립.
- 국제 전기 통신 연합(ITU) - 1932년 (전신은 1865년) 설립 1947년 전문 기관이 되었다.
- 유엔 교육 과학 문화 기구(UNESCO) - 1946년 설립, 1986년 전문 기관이 되었다.
- 유엔 공업 개발 기구(UNIDO) - 1967년 설립, 같은 해 전문 기관이 되었다.
- 세계 관광 기구(UNWTO) - 1975년 (전신은 1925년) 설립, 2003년 전문 기관이 되었다.
- 만국 우편 연합(UPU) - 1874년 설립, 1948년 직업 기관이 되었다.
- 세계 은행 (WB) 그룹 - 1946년 설립.
  - 국제 부흥 개발 은행(IBRD)
  - 국제 투자 분쟁 해결 센터(ICSID)
  - 국제 개발 협회(IDA)
  - 국제 금융 공사(IFC)
  - 다자간 투자 보증 기구(MIGA)
- 세계 보건 기구(WHO) - 1948년 설립, 같은 해 전문 기관이 되었다.
- 세계 지적 재산권 기구(WIPO) - 1970년 (전신은 1892년) 설립, 1974년 전문 기관이 되었다.
- 세계 기상 기구(WMO) - 1950년 (전신은 1873년) 설립, 1951년 전문 기관이 되었다.
- 유네스코(UNESCO)- 1946년설립

- 유엔
- 유엔 체계